# Academia Real de Fortificação, Artilharia e Desenho
A Academia Real de Fortificação, Artilharia e Desenho (ARFAD) foi uma instituição portuguesa de ensino superior militar. Criada em 1790 com sede em Lisboa, foi a génese da atual Academia Militar do Exército Português.
Seguindo o seu modelo, em 1792 foi criada uma segunda academia no Rio de Janeiro, a Real Academia de Artilharia, Fortificação e Desenho.

## História

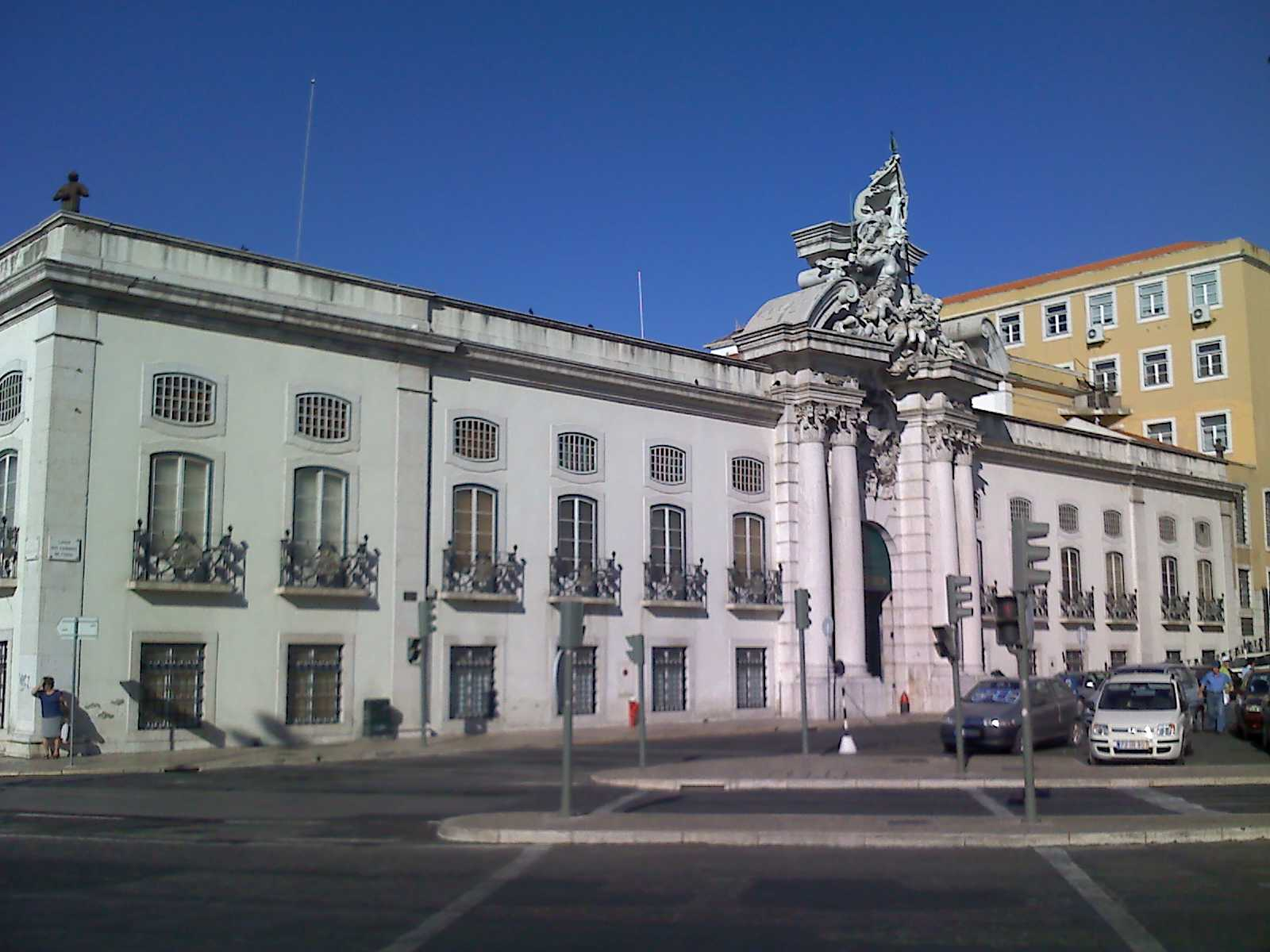
Antigo Arsenal Real do Exército, primeira sede da Academia Real de Fortificação, Artilharia e Desenho.

A primeira instituição de ensino técnico militar de Portugal teria sido a Aula de Fortificação e Arquitetura estabelecida em 1647. Esta escola teria posteriormente dado origem à Academia Militar da Corte, sendo também criadas outras academias semelhantes nas diversas províncias do Reino.
A Academia Real de Fortificação, Artilharia e Desenho, propriamente dita, foi instituída pela Rainha D. Maria I, através da Carta de Lei datada de 2 de janeiro de 1790, com o objetivo principal de formar oficiais engenheiros militares, mas também o de formar oficiais de outras armas do Exército.
A instituição de uma escola superior de engenharia militar estava prevista desde 1779, altura em que foi criada a Academia Real da Marinha e encerradas as antigas  academias militares da Corte e das províncias, até então responsáveis pela formação em fortificação e arquitetura militar. O estatutos da Academia Real da Marinha previam que os alunos habilitados com o seu curso matemático preparatório para oficiais engenheiros completassem, depois, os seus estudos numa escola especializada de engenharia. Contudo, essa escola só viria a ser criada em 1790, sob a forma da ARFAD.
Na ARFAD era realizado um curso militar de quatro anos de duração. Os candidatos a oficiais engenheiros e de artilharia tinham que completar a totalidade do curso, enquanto que para os candidatos a oficiais de infantaria e de artilharia bastavam os três primeiros anos. A admissão à ARFAD obrigava à habilitação com os dois primeiros anos do curso da Academia Real da Marinha para os candidatos a oficiais engenheiros e de artilharia, ou apenas à habilitação com o primeiro ano para os candidatos a oficiais de infantaria e de artilharia. Segundo os estatutos da Academia Real da Marinha, em alternativa ao seu curso matemático, os candidatos a oficiais engenheiros podiam frequentar a Faculdade de Matemática da Universidade de Coimbra.
Os lentes (professores) da ARFAD eram equiparados, em honras e vencimentos, aos da Academia Real de Marinha e aos da própria Universidade de Coimbra.
A ARFAD é considerada uma das primeiras escolas modernas de engenharia do mundo e, de acordo com o historiador Montalvão Machado, foi "a primeira escola verdadeiramente científica destinada ao ensino superior das matérias que interessavam ao oficialato do Exército Português".
Inicialmente, a ARFAD foi instalada no edifício do Arsenal Real do Exército. Depois, transitou, sucessivamente para o Palácio da Regência, para o Palácio do Calhariz e, finalmente, para o antigo Colégio da Cotovia, que partilhou com o Real Colégio dos Nobres e com a Academia Real da Marinha.
Na sequência da reforma do ensino superior técnico e militar, pelo Decreto de 12 de janeiro de 1837, a ARFAD sofreu uma alargada reforma, passando a denominar-se "Escola do Exército", dando mais tarde origem à atual "Academia Militar".

## Organização e ensino
A Academia Real de Fortificação, Artilharia e Desenho funcionava sob a inspeção do Engenheiro-Mor do Reino, com um corpo de ensino que incluía seis lentes e respetivos substitutos.
Na ARFAD era realizado um curso militar composto por seis aulas ou cadeiras, que teria uma duração total de quatro anos letivos, com as seguinte organização:
| Anos         | Cadeiras                                  | Cursos                                     |
| ------------ | ----------------------------------------- | ------------------------------------------ |
| Primeiro ano | Fortificação regular Desenho (1ª parte)   | Engenharia Artilharia Cavalaria Infantaria |
| Segundo ano  | Fortificação irregular Desenho (2ª parte) | Engenharia Artilharia Cavalaria Infantaria |
| Terceiro ano | Artilharia Desenho (3ª parte)             | Engenharia Artilharia Cavalaria Infantaria |
| Quarto ano   | Arquitetura civil Hidráulica              | Engenharia Artilharia                      |

Os candidatos a oficiais de infantaria e cavalaria terminavam o seu curso no terceiro ano, enquanto que os candidatos a artilharia e engenharia tinham que realizar também as cadeiras do quarto ano.